# Autocesta A7
Die Autocesta A7 (kroatisch für ‚Autobahn A7‘), auch Kvarnerska autocesta genannt, ist eine geplante und teilweise schon errichtete Autobahn im Westen von Kroatien. Vollständig ausgebaut wird diese Strecke etwa 103,5 Kilometer lang sein und von Rupa an der slowenischen Grenze über Rijeka und Senj bis Žuta Lokva führen, wo sie auf die Autocesta A1 trifft.

## Geschichte
Seit 2005 ist die Strecke von der slowenischen Grenze bis zur Bucht von Bakar bei Rijeka fertig gebaut. Eine Autobahnanbindung zur slowenischen A1 besteht derzeit noch nicht, allerdings ist schon eine slowenische A6 nach Postojna geplant. Am 22. Dezember 2009 wurde die Umfahrung von Rijeka für den Verkehr freigegeben und die A7 somit mit der Autocesta A6 verbunden.
Planungen sahen vor, für die A7 eine neue Umfahrung nördlich von Rijeka zu errichten. Die A6 sollte dann Teil der bestehenden südlichen Umfahrung werden. Die beiden Autobahnen hätten sich bei den geplanten Knoten Jušići und Grobnik geschnitten. Über diese Planungen ist in den letzten Jahren jedoch nichts Konkretes bekannt geworden. Die aktuellen Bauplanungen beschränken sich nur noch auf die bestehenden Streckenabschnitte.
Am 23. Dezember 2013 wurde mit der Umfahrung der Bucht von Bakar ein weiteres Teilstück der A7 fertiggestellt. Die A7 wurde von Bakar in Sveti Kuzam bis zur Abzweigung zur Krk-Brücke bei Križišće verlängert. Am 16. Juli 2013 wurde der Abschnitt bereits für den Verkehr Richtung Križišće vorzeitig eröffnet. Die vollständige Verkehrsübergabe verschob sich von Anfang November bis Ende Dezember und erfolgte schließlich am 23. Dezember. Die Baukosten betrugen 957 Millionen Kuna (entspricht ca. 125 Mio. Euro).
In drei Bauabschnitten ist eine Verlängerung der Autocesta A7 nach Žuta Lokva geplant. Es handelt sich um die Bauabschnitte Križišće–Novi Vinodolski (25 km), Novi Vinodolski–Senj (16 km) und Senj–Žuta Lokva (15 km). Der letztgenannte Abschnitt gilt als der technisch anspruchsvollste.
Im März 2022 wurde mit dem Bau der Autobahn nördlich von Novi Vinodolski begonnen. Es ist vorgesehen, dass die Autobahn zunächst nur auf zwei Spuren ausgebaut wird. Die Baukosten für die Autobahn inklusive Zubringer belaufen sich auf 63 Millionen Euro.
Die Autobahn ist im Besitz der Autobahngesellschaften Hrvatske autoceste d.o.o. (HAC) und Autocesta Rijeka-Zagreb d.d. (ARZ). Eine Maut ist lediglich bei Rupa zu bezahlen.

## Galerie

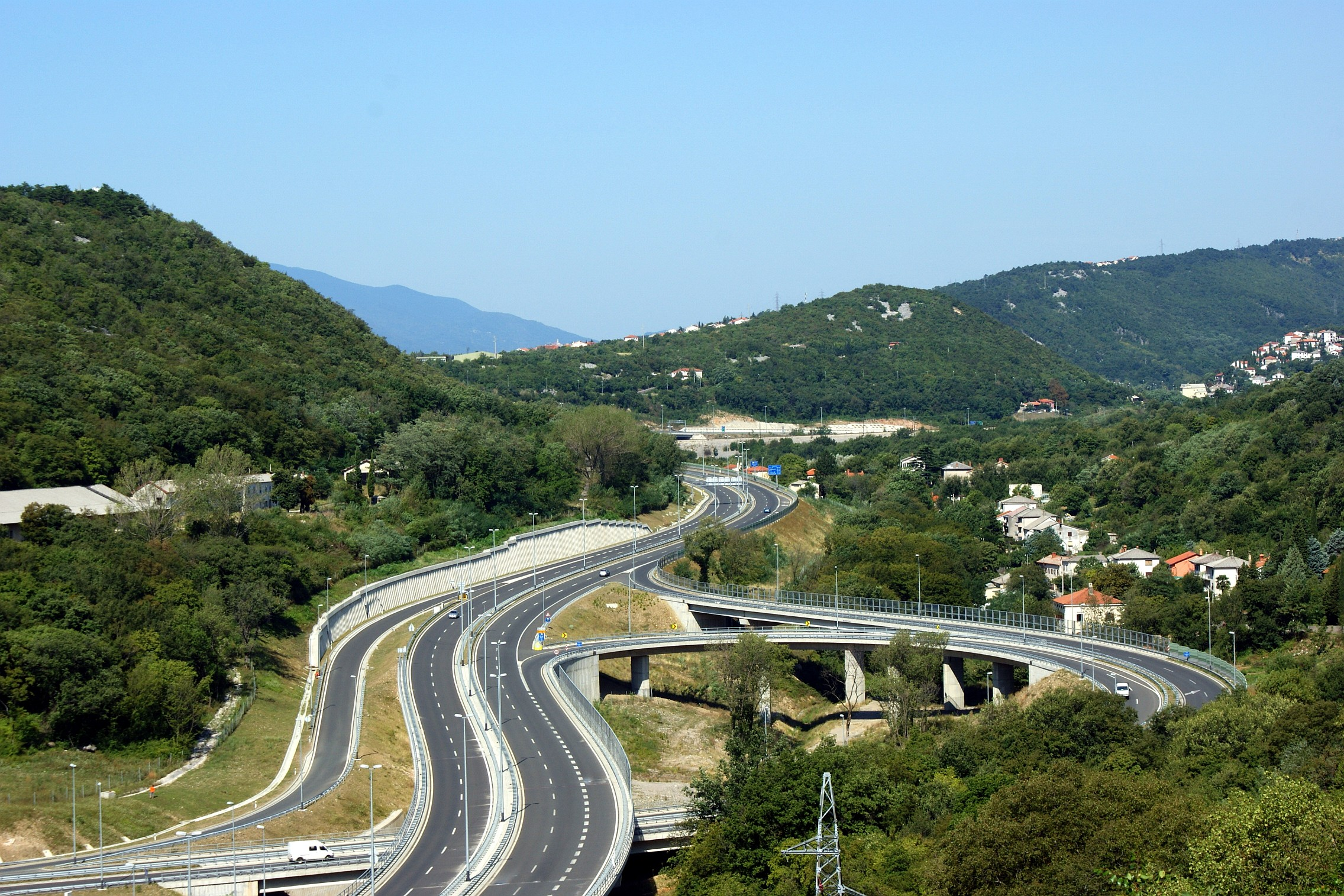
Die A7 nahe Rijeka.
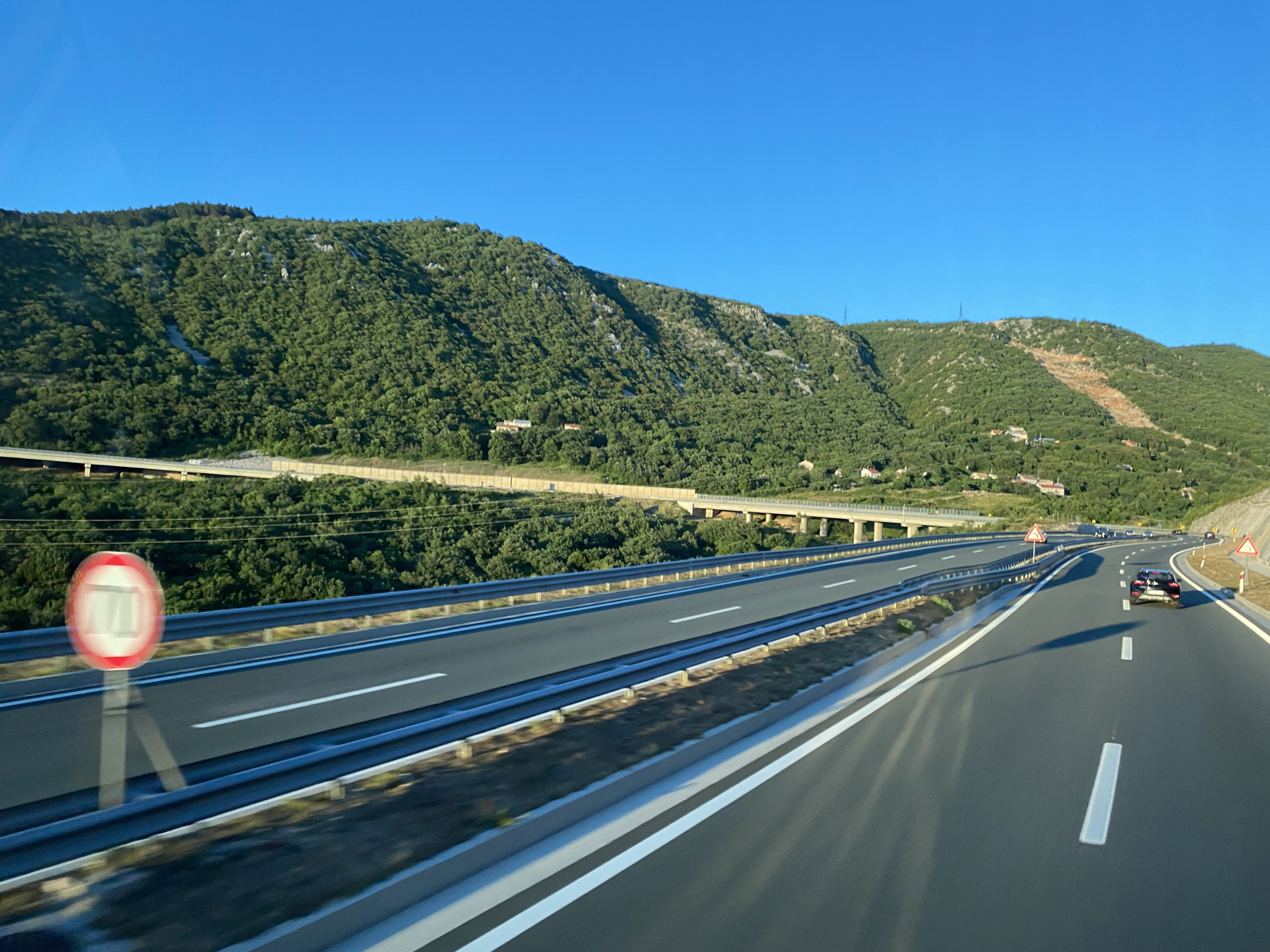
Die A7 kurz nach ihrem Beginn/Ende in Kraljevica.